# Parafia św. Michała Archanioła w Dębnie
Parafia św. Michała Archanioła w Dębnie – parafia należąca do dekanatu Niedzica archidiecezji krakowskiej. 

## Proboszczowie
- ks. Władysław Janczy (1974–2005)[1]
- ks. Józef Milan (2005–2016)[1]
- ks. Tadeusz Skupień (2016–2021)[2][1]
- ks. Jarosław Sroka (2021 –  )[2]